# Destructor Libeccio
El Libeccio va ser un dels quatre destructors de classe Maestrale construïts per a la Regia Marina a principis dels anys trenta. Acabat el 1934, va servir a la Segona Guerra Mundial.
Va estar present durant la batalla de Tàrent, i va patir un impacte directe amb una bomba, però aquesta va passar pel seu casc sense explotar. També va estar present a la desastrosa batalla del comboi Duisburg, encara que va sobreviure només per ser torpedinat l'endemà per l'HMS Upholder quan va tornar al lloc dels fets per buscar supervivents, va ser agafat a remolc però aviat es va enfonsar.

## Disseny i descripció
Els destructors de classe Maestrale eren un disseny completament nou destinat a rectificar els problemes d'estabilitat de la classe Folgore anterior. Tenien una longitud entre perpendiculars de 101,6 metres (333 peus 4 polzades) i una longitud total de 106,7 metres (350 peus 1 polzada). Els vaixells tenien una mànega de 10,15 metres (33 peus 4 polzades) i un calat mitjà de 3,31 metres (10 peus 10 polzades) i 4,3 metres (14 peus 1 polzades) amb càrrega profunda. Van desplaçar 1.640 tones mètriques (1.610 tones llargues) amb càrrega estàndard i 2.243 tones mètriques (2.208 tones llargues) a càrrega profunda. El seu complement durant la guerra era de 7 oficials i 176 sotsoficials i marineria.
Els Maestrale eren propulsats per dues turbines de vapor Parsons, cadascuna impulsava un eix de l'hèlix utilitzant vapor subministrat per un trio de calderes de tres tambors. Les turbines van ser dissenyades per produir 44.000 cavalls de força (33.000 kW) i una velocitat de 32-33 nusos (59-61 km/h; 37-38 mph) en servei, tot i que el Libeccio va arribar a assolir els 41,3 nusos (76,5 km/h; 47,5 mph) durant les seves proves de mar amb una càrrega lleugera. Portaven prou fuel per donar-los una autonomia de 2.600 a 2.800 milles nàutiques (4.800–5.200 km; 3.000–3.200 milles) a una velocitat de 18 nusos (33 km/h; 21 mph) i 690 nmi (1.280 km; 790 milles) a una velocitat de 33 nusos (61 km/h; 38 mph).
La seva bateria principal consistia en quatre canons de 120 mil·límetres (4,7 polzades) en dues torretes de dos canons, una a davant i a darrere de la superestructura. Al mig del vaixell hi havia un parell de canons estrella de calibre 15 de 120 mil·límetres. La defensa antiaèria (AA) per als vaixells de la classe Maestrale va ser proporcionada per quatre metralladores de 13,2 mil·límetres (0,52 polzades). Estaven equipats amb sis tubs de torpedes de 533 mil·límetres (21 polzades) en dos muntatges triples al mig del vaixell. Encara que els vaixells no tenien un sistema de sonar per a tasques antisubmarines, estaven equipats amb un parell de llançadors de càrregues de profunditat. Els Maestrale podia portar 56 mines.

## Història
El 1937-1938 el Libeccio va participar en la guerra civil espanyola: l'any 1937, en concret, el destructor, juntament amb els tres bessons i nombroses altres unitats, va tenir la seu a Tànger, amb la tasca de controlar el tràfic naval connectat amb la guerra civil espanyola.
El 1939 el vaixell va participar en les operacions de desembarcament a Albània durant la invasió de l'estat balcànic (operació «OMT», és a dir, «Oltremare Tirana»): el Libeccio , juntament amb el Grecale i el Scirocco, formava part del III Grup, al comandament de l'almirall Arturo Riccardi i amb l'objectiu de Valona , compost pels cuirassats Giulio Cesare i  Conte di Cavour, el destructor Saetta, les torpedineres Cigno, Castore, Centauro i Climene, del minador Azio, del petroler Isonzo i del transport de tropes Sannio.
Entre 1939 i 1940 el Libeccio , com les seves unitats germanes, va ser sotmès a treballs per modificar el seu armament: es van eliminar les dues metralladores Vickers-Terni 1917 40/39 mm simples i les dues metralladores bessones 13,2/39 mm, substituïdes per sis metralladores simples Breda de 20/65 mm més modernes, i també es van embarcar dos llançadors de càrregues de profunditat.
En el moment de l'entrada d'Itàlia a la Segona Guerra Mundial, el 10 de juny de 1940, el Libeccio va formar el X Esquadró de Destructors juntament amb els bessons Maestrale, Grecale i Scirocco. Aquesta formació va ser assignada a la II Divisió de Creuers, composta pels creuers lleugers Giovanni delle Bande Nere i Bartolomeo Colleoni, dins de la II Esquadró Naval, amb base a La Spezia.
Durant la guerra el destructor va ser utilitzat tant amb les forces de batalla com per escortar combois cap al nord d'Àfrica.
El mateix 10 de juny de 1940, les quatre unitats de la X Esquadrilla, conjuntament amb els creuers pesats de la III Divisió (Pola, Trento i Bolzano), van abandonar Messina per realitzar la seva primera missió de guerra, una infructuosa recerca d'unitats enemigues.
Del 2 al 4 de juliol de 1940 el Libeccio va estar al mar juntament amb els bessons, els creuers lleugers Bande Nere i Colleoni , la I Divisió (creuers pesants Zara, Fiume i Gorizia) i el IX Esquadró de Destructors (Alfieri, Oriani, Gioberti, Carducci) en funció d'escorta indirecta d'un comboi que tornava de Líbia (transports de tropes Esperia i Victoria , escortats pels torpediners Procione, Orsa, Orione i Pegaso a la ruta Trípoli-Nàpols).
El 6 de juliol la unitat formava part de l'escorta del primer gran comboi cap a Líbia (operació "TCM"): el comboi, que va sortir de Nàpols a les 19.45 hores, estava format pels transports de tropes Esperia i Calitea (amb 1571 i 619 homes a bord respectivament) i pels moderns vaixells a motor de mercaderies Marco Foscarini, Vettor Pisani i Francesco Barbaro (que transportaven un total de 232 vehicles, 5720 t de combustibles i lubricants i 10.445 t d'altres materials), amb l'escorta no només de les quatre unitats de la X Esquadrilla de Destructors, dels creuers lleugers Bande Nere i Colleoni i del XIV Esquadró de Torpedineres (Procione, Orsa, Orione i Pegaso). Els vaixells van arribar a la seva destinació de Bengasi amb seguretat el 8 de juliol.
Havent tornat a Augusta, la X Esquadrilla salpà per unir-se a la força naval que participà a la batalla de Punta Stilo el 9 de juliol, tot i que la formació no tingué un paper rellevant.
El 27 de juliol, el Libeccio i les seves unitats germanes van abandonar Catània i es van unir a l'escorta del comboi de Nàpols a Trípoli durant l'operació «Trasporto Veloce Lento» (vaixells mercants Maria Eugenia, Gloriastella, Mauly, Bainsizza, Col di Lana, Francesco Barbaro i Città di Bari), va sortir de Nàpols a les 5.30 hores del 27 de juliol amb l'escorta de les torpedineres Orsa, Procione, Orione i Pegaso .): els vaixells van arribar il·lesos a Trípoli a les 9.45 de l'1 d'agost, després d'un atac infructuós, a les dues de la tarda del 30 de juliol, a unes vint milles al sud de Capo dell'Armi, pel submarí britànic Oswald, que després va ser enfonsat des del destructor Ugolino Vivaldi. Els torpedes, albirats pel Grecale, van perdre el coll de Lana.

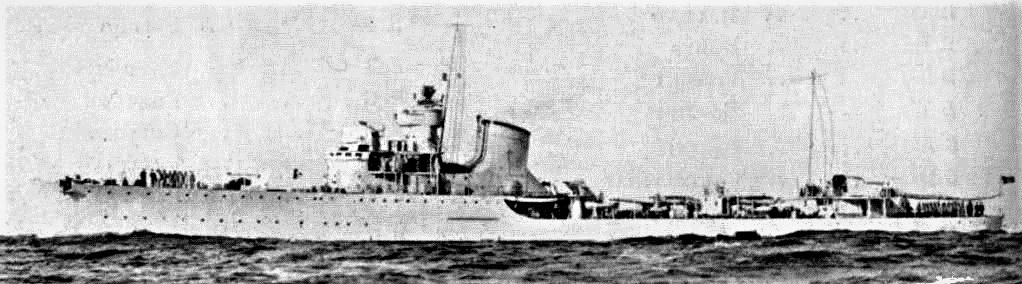
El Libeccio en una fotografia de 1936.

El 9 d'agost de 1940 el destructor, juntament amb els bessons, va posar un camp de mines davant de la costa de Pantelleria.
L'11 de novembre Libeccio es trobava a la base de Tàrent . Durant l'atac dels torpediners britànics de la nit següent, una bomba va colpejar el destructor, obrint un gran forat al costat esquerre, en correspondència amb el complex bessó de 120 mm, a l'alçada de la primera fila de ports (per tant, molt per sobre de la línia de flotabilitat): l'aparell no va explotar, i el Libeccio va sorgir amb danys molt menors.
El 8 de febrer de 1941 el destructor va sortir de La Spezia juntament amb les altres unitats de la X Esquadrilla, a la XIII Esquadrilla (Granatiere, Bersagliere, Fuciliere, Alpino) i als cuirassats Vittorio Veneto, Giulio Cesare i Doria per interceptar la formació britànica que es dirigia cap a Gènova per bombardejar-la; l'endemà l'equip italià es va incorporar a la III Divisió de Creuers (Trento, Trieste i Bolzano) que amb els destructors Carabiniere i Corazziere havien sortit de Messina, però no va poder evitar el bombardeig ni identificar els vaixells britànics.
El 14 d'abril de 1941 el Libeccio, mentre escortava un comboi que incloïa el vapor Esperia, va ser embolicat per aquest últim durant un gir (o potser una maniobra per esquivar els torpedes llançats per un submarí contrari): en la col·lisió el destructor va perdre la popa, havent de retorn a Palerm remolcat pel torpediner Orione.
Les reparacions van tenir lloc a Gènova i Nàpols, que van durar fins a l'agost.
La matinada del 8 de novembre de 1941 el Libeccio, sota el comandament del capità de fragata Corrado Tagliamonte, va sortir de Nàpols per incorporar-se a l'escorta del comboi "Beta", també conegut com "Duisburg" : aquest comboi, format pels transports Duisburg, San Marco, Sagitta, Maria, Rina Corrado, Conte di Misurata i Minatitlan (amb un total de 34.473 tones de subministraments, 389 vehicles, 243 homes a bord) es va dirigir a Trípoli amb l'escorta dels destructors Maestrale, Grecale, Fulmine, Euro i Alfredo Oriani (als quals també es van afegir, com a escorta indirecta, els creuers pesats Trento i Trieste i els 4 destructors de l'Esquadró XIII). Els vaixells mercants havien sortit de Nàpols (Duisburg, San Marco, Maria, Minatitlan, Sagitta) i Messina (Rina Corrado i Conte di Misurata) a primera hora del 7 de novembre, i després es van reunir i s'hi van unir els vaixells de l'escorta directa, inclòs el Libeccio, a les 4.30 h del 8 de novembre, al sud de l'estret de Messina.
A les 16.40 (segons informes italians) o a les 13.55 (segons informes britànics) el comboi va ser detectat per un avió de reconeixement Martin Maryland que volava des de Malta, i no va ser atacat per l'escorta aèria (vuit avions italo-alemanys que sobrevolaven permanentment el cel del comboi), unes quaranta milles a l'est del cap Spartivento a Calàbria. Durant la nit següent, el comboi va ser, doncs, atacat i destruït per la Força K britànica (creuers lleugers Aurora i Penelope i destructors Lance i Lively): tots els vaixells mercants i el Fulmine van ser enfonsats, mentre que el Grecale va patir greus danys. L'enfrontament va durar des de les 00.57 (hora en què les unitats britàniques van obrir foc, que havien albirat el comboi a les 00.40) fins a les 2.06. A l'inici de l'enfrontament el comboi va procedir en dos fils, amb el Maestrale al capdavant, els transports en dues columnes (a estribord, per ordre, Duisburg, San Marco i Conte di Misurata, a l'esquerra, darrere del Maestrale, Minatitland, Maria i Sagitta ; la setena unitat, la Rina Corrado, va procedir més enrere, a mig camí entre les dues columnes) i la Grecale a la part posterior; el Libeccio i l'Oriani protegien el costat esquerre del comboi, l'Euro i el Fulmine el costat recte.
Al començament de la batalla, el cap de l'escorta, el capità del vaixell Ugo Bisciani, embarcat al Maestrale, va pensar que l'atac anglès venia per l'esquerra, més que per estribord (com era en realitat), per tant, mentre l'Aurora estava bombardejant el Maestrale, Bisciani va portar el seu vaixell davant del comboi, a l'esquerra, estenent cortines de fum, i va ordenar al Libeccio i a l'Oriani que fessin el mateix: les dues unitats, per tant, van intentar cobrir els vaixells mercants amb cortines de fum, després de la qual cosa, a les ordres de Bisciani, es van agrupar al voltant del Maestrale. Poc després aquest últim tenia l'antena de ràdio eliminada per un impacte de l'Aurora, per tant, els destructors restants es van quedar sense ordres. Arribats per l'Euro, els tres destructors es van retirar a unes deu milles a l'est del comboi per intentar reagrupar-se, després van tornar al contraatac de manera coordinada, obrint foc amb l'artilleria, però sense utilitzar els torpedes, per por de colpejar els vaixells mercants. Els quatre destructors, liderats pel Maestrale, van estendre més cortines de fum i van contraatacar diverses vegades amb artilleria, cada cop que les unitats britàniques es feien visibles, però sense aconseguir evitar la destrucció total del comboi. En aquest moment el Libeccio va ser colpejat per un projectil però va tenir danys molt lleugers, ja que la granada va passar pel casc d'un costat a l'altre sense explotar.
Un cop acabada la batalla, el vaixell va ser el primer a començar a recuperar els nàufrags, rescatant uns 200 supervivents (la majoria del Fulmine). Mentrestant, però, el submarí britànic Upholder havia arribat al lloc: el Libeccio, aturat per rescatar nàufrags, era un objectiu ideal i la unitat enemiga va llançar els seus torpedes contra ell.

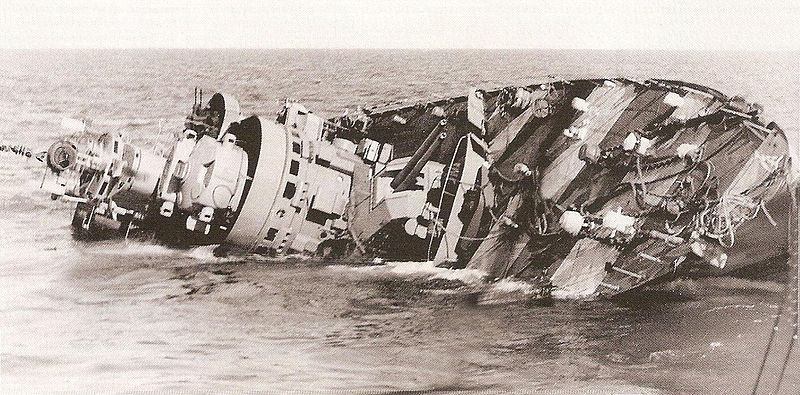
El Libeccio es va enfonsar a les 11.15 h del 9 de novembre de 1941.

A les 6.40 (o 6.48) del 9 de novembre un torpede de l'Upholder va colpejar el Libeccio. L'explosió va treure la popa, causant nombroses víctimes entre nàufrags (portats a popa dreta) i rescatadors, i va deixar el vaixell immobilitzat. En procés d'enfonsament progressiu, el Libeccio va ser agafat a remolc per l'Euro per intentar salvar-lo i portar-lo cap a les costes d'Itàlia, però va ser del tot inútil: les mampares, malmeses, no van impedir les infiltracions d'aigua, que va comprometre la situació del vaixell, provocant un col·lapse de les estructures internes. L'Euro va situar-se al costat del Libeccio per traslladar el seu personal, i quatre hores i mitja després que fos torpedinat, va ser abandonat per la tripulació (excepte el comandant Tagliamonte, que, havent decidit enfonsar-se amb el seu propi vaixell, s'havia quedat a l'ala del pont després de acomiadat per la tripulació i criticat per l'almirall Bruno Brivonesi, comandant de l'escorta indirecta, a qui va considerar responsable del desastre) el destructor es va submergir lentament a popa, va bolcar per estribord i va desaparèixer a les 11.18 (o 11.09) en enfonsar-se la proa, al punt 36°50' N i 18°10' E (o 37°10' N i 18°10' E).
Els supervivents (inclòs el comandant Tagliamonte, portat de nou a la superfície per una bombolla d'aire) van ser recuperats pel mateix Euro i pel Maestrale.
En total, el Libeccio havia realitzat 59 missions de guerra (8 amb forces de batalla, 2 de posada de mines, 2 de caça antisubmarina, 8 d'escorta de combois, 4 d'entrenament i 35 de trasllat o d'altres tipus), recorrent 20.987 milles i passant 142 dies mar. Va ser la primera unitat de la classe Maestrale perduda en la guerra .

### Comandants
- Capitano di fregata Enrico Simola - 10 de juny de 1940 - agost de 1941
- Capitano di fregata Corrado Tagliamonte agost - 9 de novembre de 1941